# Liutuan (köpinghuvudort i Kina, Heilongjiang Sheng, lat 45,58, long 128,49)
Liutuan (kinesiska: 六团, 六团镇) är en köpinghuvudort i Kina. Den ligger i provinsen Heilongjiang, i den nordöstra delen av landet, omkring 150 kilometer öster om provinshuvudstaden Harbin. Antalet invånare är 21 964. Befolkningen består av 10 561 kvinnor och 11 403 män. Barn under 15 år utgör 13,0 %, vuxna 15-64 år 80 %, och äldre över 65 år 5,0 %.
Runt Liutuan är det ganska tätbefolkat, med 75 invånare per kvadratkilometer. Närmaste större samhälle är Yanshou, 18,6 km sydväst om Liutuan. Trakten runt Liutuan består till största delen av jordbruksmark.
Genomsnittlig årsnederbörd är 862 millimeter. Den regnigaste månaden är juli, med i genomsnitt 174 mm nederbörd, och den torraste är januari, med 7 mm nederbörd.